# Detroit Pistons 1959-1960
La stagione 1959-60 dei Detroit Pistons fu l'11ª nella NBA per la franchigia.
I Detroit Pistons arrivarono secondi nella Western Division con un record di 30-45. Nei play-off persero la semifinale di division con i Minneapolis Lakers (2-0).

## Roster
| N° | Naz.                   | Ruolo | Sportivo         | Anno | Alt. | Peso |
| -- | ---------------------- | ----- | ---------------- | ---- | ---- | ---- |
| 6  | Stati Uniti (bandiera) | A     | Shellie McMillon | 1936 | 196  | 93   |
| 10 | Stati Uniti (bandiera) | A     | Barney Cable     | 1935 | 201  | 79   |
| 10 | Stati Uniti (bandiera) | GA    | Bill Kenville    | 1930 | 188  | 85   |
| 10 | Stati Uniti (bandiera) | G     | Tony Windis      | 1933 | 185  | 73   |
| 12 | Stati Uniti (bandiera) | GA    | Ed Conlin        | 1933 | 196  | 91   |
| 14 | Stati Uniti (bandiera) | G     | Chuck Noble      | 1931 | 193  | 86   |
| 15 | Stati Uniti (bandiera) | G     | Dick McGuire     | 1926 | 183  | 82   |
| 16 | Stati Uniti (bandiera) | C     | Gary Alcorn      | 1936 | 206  | 102  |
| 17 | Stati Uniti (bandiera) | AC    | Earl Lloyd       | 1928 | 196  | 91   |
| 18 | Stati Uniti (bandiera) | A     | Bailey Howell    | 1937 | 201  | 95   |
| 21 | Stati Uniti (bandiera) | G     | Gene Shue        | 1931 | 188  | 77   |
| 22 | Stati Uniti (bandiera) | AC    | Archie Dees      | 1936 | 203  | 93   |
| 23 | Stati Uniti (bandiera) | C     | Walter Dukes     | 1930 | 213  | 100  |

## Staff tecnico
- Allenatori: Red Rocha (13-21) (fino al 28 dicembre)[1], Dick McGuire (17-24)